# Ser Mazzeo
Ser Mazzeo è un personaggio letterario citato da Franco Sacchetti nella seconda novella del Il Trecentonovelle. La sua figura non è ancora stata individuata storicamente. Dal testo sappiamo che era un personaggio noto in Palermo, conosciuto per la sua attività di speziale e di fedele uomo di corte.
(Il Trecentonovelle, Incipit novella II)
La novella racconta i presunti rapporti di ser Mazzeo con il re Federico III d'Aragona, il quale ne apprezza le virtù di uomo semplice ma colto, con l'interessante riferimento biblico della regina di Saba e Salomone, perciò uomo di profonda cultura. Rispetta il suo re, è umile, caratteristiche tipiche del modesto uomo di corte medievale.